# Зулалян, Манвел Карапетович
Манвел Карапетович Зулалян (арм. Մանվել Կարապետի Զուլալյան; 1929—2012) — советский и армянский историк, доктор исторических наук, профессор, член-корреспондент АН АрмССР (1990), действительный член АН Армении (1996).

## Биография
Родился 30 декабря 1929 года в Алеппо, Сирия.
В 1953 году окончил Ленинаканский педагогический институт имени М. Налбандяна и в 1954 году — 
Ереванский педагогический институт русского и иностранных языков имени В. Брюсова. 
С 1950 по 1955 год на педагогической работе в  Ленинаканском педагогическом институте имени М. Налбандяна в качестве заведующего кабинетом, одновременно с 1950 по 1953 год был учителем истории в Ереванской средней школы № 20. 
С 1958 года на научной работе в Институте истории АН АрмССР в должностях: младший научный сотрудник, с 1962 года — старший научный сотрудник, с 1985 по 1988 год — ведущий научный сотрудник. С 1961 по 1969 год одновременно с научной занимался и педагогической работой в Ереванском государственном университете и с 1972 года в Армянском педагогическом институте имени Х. Абовяна в качестве доцента, с 1982 года — профессора и с 1988 года — заведующего кафедрой общей истории.

### Научно-педагогическая деятельность и вклад в науку
Основная научно-педагогическая деятельность М. К. Зулаляна была связана с вопросами в области турецкой историографии, истории и источниковедения Армении и Турции в XVI-XVII веках, занимался исследованием в области изучения и освещения европейскими средневековыми писателями  всесторонних  вопросов Армении.
В 1959 году защитил кандидатскую диссертацию по теме: «Армения в первой половине XVI века», в 1975 году защитил докторскую диссертацию на соискание учёной степени доктор исторических наук по теме: «Западная Армения в XVI-XVII веках». В 1982 году ему присвоено учёное звание профессор. В 1990 году был избран член-корреспондентом АН АрмССР, в 1996 году — действительным членом НАН Армении. Р. О. Авакян было написано более двухсот научных работ, в том числе монографий и научных статей опубликованы в ведущих научных журналах.

## Основные труды
- Армения в первой половине XVI века. - Ленинград, 1959. - 207 с.
- Вопросы древней и средневековой истории Армении в освещении современной турецкой историографии / АН Арм. ССР. Ин-т истории. - Ереван : Изд-во АН Арм. ССР, 1970. - 148 с.
- Западная Армения в XVI-XVII веках. - Ереван, 1974. - 393 с.
- Вопросы истории армянского народа XIII - XVIII вв. по данным европейских авторов / М. К. Зулалян ; АН Армении, Ин-т истории. - Ереван : Изд-во АН Армении, Кн. 1: Политическая история. - Ереван : Изд-во АН Армении, 1990. - 363 с. ISBN 5-8080-0125-0[2]